# Sue Jones-Davies
Sue Jones-Davies (Gales, 1 de enero de 1949) es una actriz y cantante británica, reconocida principalmente por su papel de Judit Iscariote en la película de 1979 La vida de Brian. También se desempeñó en política, y fue alcaldesa de la localidad portuaria de Aberystwyth entre 2008 y 2009.

## Carrera
Jones-Davies trabajó en Londres por varios años. Apareció en la producción londinense original de la ópera Jesus Christ Superstar. Otros de sus créditos incluyen producciones como La vida de Brian, Radio On, Rock Follies, French and Saunders, Victoria Wood As Seen On TV y Brideshead Revisited. Su papel en Rock Follies le valió para obtener un sencillo exitoso en el Reino Unido, «OK», en el que colaboró con Julie Covington, Rula Lenska y Charlotte Cornwell, alcanzando la posición número 10 en junio de 1977. En agosto de 1976, Jones-Davies fue escogida para interpretar el papel de Leela en la serie de la BBC Doctor Who, pero finalmente Louise Jameson se quedó con el papel.
En la década de 1970 se desempeñó como cantante de la banda The Bowles Brothers. En 1981 interpretó el papel de Megan Lloyd George en The Life and Times of David Lloyd George.
Entre junio de 2008 y mayo de 2009, se desempeñó como alcaldesa de Aberystwyth y programó una proyección del filme La vida de Brian con fines benéficos. Tras aceptar el cargo se la informó de que la película había sido vetada en la localidad.

## Filmografía parcial
- La vida de Brian, 1979
- A Mind to Kill, 1997
- The Island on Bird Street, 1997
- The Theory of Flight, 1998